# 西藏马先蒿
西藏马先蒿（学名：Pedicularis tibetica）为列当科马先蒿属的植物，是中国特有的植物。分布于中国大陆的四川、西藏等地，生长于海拔4,600米的地区，一般生长在高山草地上，目前尚未由人工引种栽培。